# Roussin de la Hague
Pour les articles homonymes, voir Roussin.
Le Roussin de la Hague est une race ovine française originaire du nord de la Manche. C'est une race très ancienne, dont la présence dans les herbages normands est attestée depuis le XVIIIe siècle, puis elle a fait l'objet de divers croisements avec des races anglo-saxonnes, avant d'être reconnue tardivement de manière officielle dans les années 1980. Elle est bien adaptée au climat venteux des côtes manchoises de ses herbages, où elle vit encore majoritairement aujourd'hui. Il a la laine blanche et la tête et les pattes rousses. Les brebis sont très maternelles et ont une bonne production laitière, elles sont élevées en race pure ou croisées avec des races bouchères pour améliorer la conformation des agneaux. La race, célébrée en août lors d'une foire annuelle à Jobourg, dispose à Tonneville d'un centre d'élevage dédié, soutenu par le conseil général de la Manche.

## Origine
La race locale du Nord de la Manche, dans la région de la Hague, née au XVIIIe siècle d'un mélange entre races Anglo-Normandes et d'Ouessant, a d'abord été croisé en 1920 avec des béliers Dishley et South Down pour accroître ses qualités bouchères. 40 ans plus tard, on le croise à nouveau avec des Suffolks. L'établissement départemental de l'élevage de la Manche organise les premiers contrôles à partir de 1976, et qualifie les premières brebis de la race en 1977, soit environ 1 000 animaux. En 1978, des éleveurs créent une association pour une reconnaissance officielle du ministère qu'ils obtiennent en 1982, une date très tardive au regard de l'ancienneté de cette race.

## Description

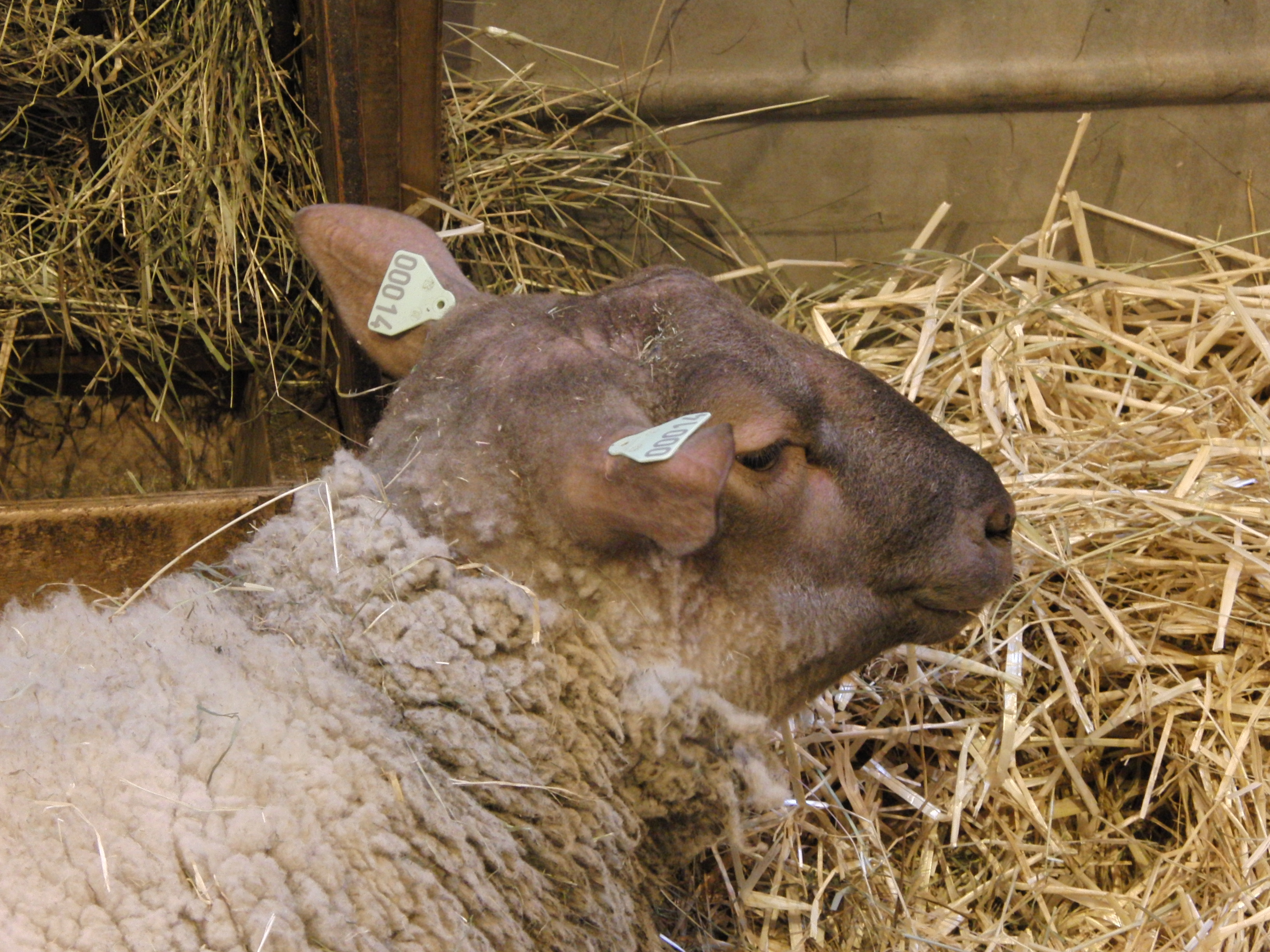
Tête d'un Roussin de la Hague.

C'est un mouton de grand format, les brebis mesurant 65 à 70 cm pour 70 à 90 kg et les mâles 70 à 75 cm pour 100 à 130 kg. Il est blanc avec une tête et des pattes brunes et ne porte pas de corne. Son front est dépourvu de laine, et son chanfrein est légèrement concaviligne. Il a les yeux vifs et des oreilles dressées implantée assez haut. Sa toison blanche demi-longue ne couvre ne la tête ni les pattes. Précoce et rustique, le roussin est peu exigeant, particulièrement adapté au climat humide et venteux de la côte Atlantique. Il peut valoriser des terrains assez pauvres et est par exemple élevée comme agneau de pré-salé, mais c'est sur les riches pâturages du Cotentin que l'on peut exploiter le maximum de son potentiel.

## Aptitudes
Le roussin de la Hague est facile à élever du fait de son tempérament calme et docile, et de sa capacité à se contenter d'une alimentation modérée. Il offre des performances reproductives élevées, avec une bonne valeur laitière des mères, qui permet aux agneaux d'avoir une croissance de variant entre 240 et 305 g/j entre 10 et 30 jours. Elles sont également très maternelles et élèvent bien leurs petits. Les mises bas se font généralement sans difficultés. C'est une race précoce, 61 % des femelles mettant bas avant l'âge de 15 mois. Elle a aussi une prolificité assez bonne qui est en moyenne de 175 %. Les agneaux ont une bonne capacité de croissance et leur gras blanc et ferme est apprécié des connaisseurs.

## Élevage

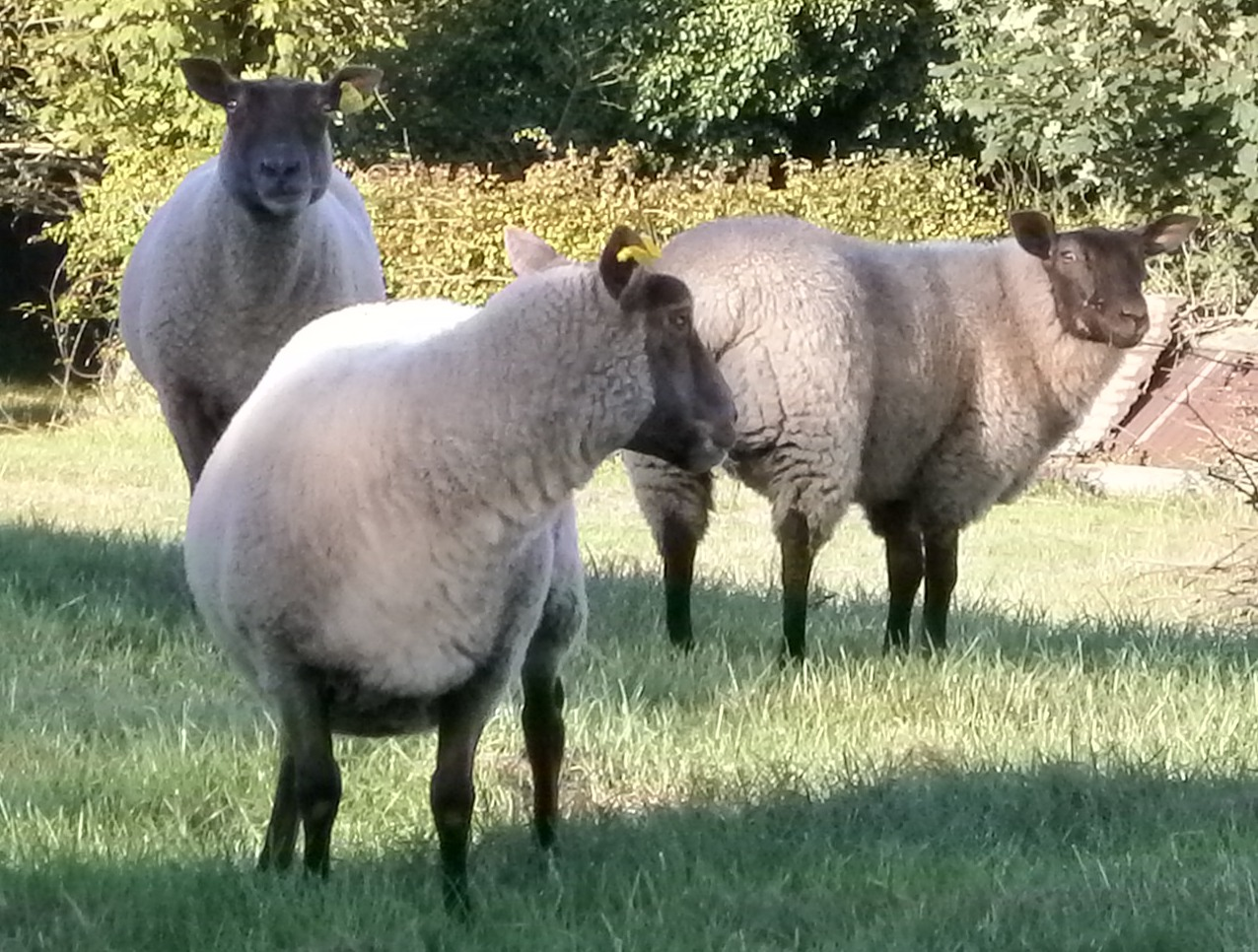
Roussins à Digulleville.

Le roussin de la Hague est élevé généralement dans des troupeaux de petite taille, avec moins de 50 brebis par élevages. Les agnelages se déroulent en hiver. Les agneaux produits sont légers ; ils sont généralement engraissés à l'herbe. Ils sont commercialisés à un poids de carcasse d'environ 17 à 18 kg, et ces agneaux restent réputés dans leur région d'origine. Le roussin de la Hague peut être élevé en race pure, mais également en croisements avec des races bouchères, afin de produire des agneaux mieux conformés et correspondant mieux au marché.

## Sélection
Le schéma de sélection de la race s'est équipé en 2003 d'un centre d'élevage situé à Gréville-Hague. Il s'est longtemps intéressé principalement à conserver une variabilité génétique au sein de la race qui reste menacée du fait de ses petits effectifs, et à travailler sur la résistance à la tremblante du mouton. Maintenant que ces deux objectifs sont en grande partie atteints, le tout récent centre d'élevage va permettre de travailler sur l'augmentation des performances des animaux. La base de sélection demeure toutefois limitée, avec à peine 2 000 brebis au contrôle de performances.

## Diffusion
C'est toujours dans son berceau d'origine, au nord du département de la Manche, que se concentrent les 7 000 à 8 000 brebis de la race. La ferme-musée du Cotentin en montre au public.

## Source
- Roussin de la Hague, site des races domestiques françaises, Département des Sciences Animales d'AgroParisTech et France UPRA Sélection